# Bałucz (gromada)
Bałucz – dawna gromada, czyli najmniejsza jednostka podziału terytorialnego Polskiej Rzeczypospolitej Ludowej w latach 1954–1972.
Gromady, z gromadzkimi radami narodowymi (GRN) jako organami władzy najniższego stopnia na wsi, funkcjonowały od reformy reorganizującej administrację wiejską przeprowadzonej jesienią 1954 do momentu ich zniesienia z dniem 1 stycznia 1973, tym samym wypierając organizację gminną w latach 1954-1972.
Gromadę Bałucz siedzibą GRN w Bałuczu utworzono w powiecie łaskim w woj. łódzkim, na mocy uchwały nr 31/54 WRN w Łodzi z dnia 4 października 1954. W skład jednostki weszły obszary dotychczasowych gromad Bałucz, Stryje Księże, Wola Bałucka, Wola Stryjewska i Borszewice (z wyłączeniem siedziby Nadleśnictwa Państwowego Szadek) oraz wieś Budy Stryjewskie z dotychczasowej gromady Stryje Paskowe ze zniesionej gminy Bałucz w tymże powiecie. Dla gromady ustalono 19 członków gromadzkiej rady narodowej.
31 grudnia 1961 do gromady Bałucz przyłączono obszar zniesionej gromady Przatów, a także wieś i parcelę Kiki, parcelę Kiki-Edmundów, kolonię Kiki-B, kolonię Kiki 1 i 2, wieś, kolonię i parcelę Stryje Paskowe, wieś i parcelę Wrzeszczewice, kolonię Wrzeszczewice Nr 2, parcelę Wrzeszczewice Bernasiak, kolonię Wrzeszczewice Nowe, kolonię Wrzeszczewice-Skrajnia, kolonię Wrzeszczewice-Tomaszów, osadę Wrzeszczewice Wata, wieś Wrzeszczewiczki oraz kolonię Wrzeszczewice Zdunkiewicza ze zniesionej gromady Wrzeszczewice.
Gromada przetrwała do końca 1972 roku, czyli do kolejnej reformy gminnej.